# Проект «Озма»

Радиотелескоп Грин Бэнк

Проект «Озма» — один из первых экспериментов SETI, начатый в 1960 году астрономом Корнеллского университета Фрэнком Дрейком в Национальной Радиоастрономической Обсерватории в Грин Бэнк, Западная Вирджиния. Целью эксперимента был поиск следов внеземных цивилизаций в ближайших звёздных системах с помощью радиоволн. Программу назвали в честь принцессы Озмы, правительницы вымышленной страны Оз из книг Фрэнка Баума.
Дрейк использовал радиотелескоп диаметром 26 метров, чтобы исследовать звезды Тау Кита и Эпсилон Эридана на частоте 1,42 гигагерца. Обе звезды входят в число ближайших к Солнцу, и в то время считались одними из самых вероятных кандидатов на наличие обитаемых планет. Полученная при радиосканировании информация сохранялась на плёнку для дальнейшего анализа. За четыре месяца было получено 150 часов записи, различимых сигналов при их анализе обнаружено не было. Ложный сигнал был зафиксирован 8 апреля 1960 года, однако позже определили, что он был вызван пролетающим самолётом.
Приемник был настроен на длину волны 21 сантиметр, соответствующую излучению межзвёздного водорода. Предполагалось, что эта волна должна быть неким универсальным стандартом и ориентиром для цивилизаций, пытающихся установить межзвёздную связь.
Второй эксперимент, названный «Озма II», был проведен в той же обсерватории Бенджамином Цукерманом и Патриком Палмером. В ходе работ, продолжавшихся с 1973 по 1976 год было исследовано более 650 ближайших звезд, однако положительных результатов получено не было.